# Science News
Science News (SN) — американский журнал, выходящий раз в две недели и посвящённый статьям о новых научных и технических разработках, обычно почерпнутым из последних научных и технических журналов.

## История
Science News издаётся с 1922 года Обществом науки и общественности, некоммерческой организацией, основанной Э. У. Скриппсом в 1920 году. Американский химик Эдвин Слоссон был первым редактором издания. С 1922 по 1966 год оно называлось Science News Letter. Название было изменено на Science News в выпуске от 12 марта 1966 г. (том 89, № 11).
Том Зигфрид был редактором с 2007 по 2012 год. В 2012 году Зигфрид ушел в отставку, и главным редактором журнала стала Ева Эмерсон. В 2017 году Ева Эмерсон покинула издание, чтобы стать редактором нового цифрового журнала Annual Reviews. 1 февраля 2018 года Нэнси Шут стала главным редактором журнала. 
В апреле 2008 года формат журнала изменился с еженедельного на двухнедельный, также был изменён веб-сайт. Выпуск от 12 апреля (том 173 № 15) был последним еженедельным выпуском. Первый двухнедельный выпуск (Vol.173 #16) был датирован 10 мая и отличался новым дизайном. Четырёхнедельный перерыв между последним еженедельным выпуском и первым двухнедельным выпуском был объяснён в письме издателя (стр. 227) в номере от 12 апреля. 

## Департаменты
Статьи журнала размещаются в разделе «Новости»:
- Жизнь
- Материя и энергия
- Атом и космос
- Тело и мозг
- Земля
- Гены и клетки

Статьи, анонсированные на обложке журнала, размещены в разделе «Features». Другие постоянные разделы журнала:
- Editor’s Note (Комментарий редактора) — колонка, написанная Евой Эмерсон, главным редактором журнала, в которой обычно освещаются основные темы текущего номера.
- Notebook (Блокнот) — страница, которая включает в себя несколько разделов:
  - Say What? (Чего-чего?) — Определение и описание научного термина.
  - 50 Years Ago (50 лет назад) — отрывок из старого номера журнала.
  - Mystery Solved (Тайна раскрыта) — научные объяснения повседневных явлений.
  - SN Online — выдержки из статей, опубликованных в Интернете.
  - How Bizarre… (Как странно. . .) — Странный или интересный факт, который может быть малоизвестен читателям журнала.
- Reviews and Previews (Обзоры и превью) — обсуждение готовящихся и недавно выпущенных книг, фильмов и услуг.
- Feedback (Обратная связь) — письма читателей с комментариями к недавним статьям в Science News.
- Comment (Комментарий) — интервью с исследователем.

## Переиздание
Журнал, по-видимому, является переизданием двухнедельного журнала Science News, начатого 1 ноября 1878 года в Салеме, Массачусетс, под редакцией С. Э. Кассино.